# Prokoenenia asiatica
Espèce
Prokoenenia asiatica est une espèce de palpigrades de la famille des Prokoeneniidae.

## Distribution
Cette espèce est endémique de Thaïlande.

## Description
La femelle holotype mesure 1,19 mm.

## Étymologie
Son nom d'espèce lui a été donné en référence au lieu de sa découverte, l'Asie.

## Publication originale
- Condé, 1994 : Palpigrades cavernicoles et endogés de Thaïlande et de Célèbes. (2e note). Revue Suisse de Zoologie, vol. 101, no 1, p. 233-263 (texte intégral).